# 716 Berkeley
För andra betydelser, se Berkeley.
716 Berkeley eller 1911 MD är en asteroid i huvudbältet, som upptäcktes den 30 juli 1911 av den österrikiske astronomen Johann Palisa. Den är uppkallad efter den amerikanska staden Berkeley i Kalifornien.
Asteroiden har en diameter på ungefär 19 kilometer.